# 玉縄藩
玉縄藩（たまなわはん）は、旧相模国鎌倉郡玉縄村にあたる現在の神奈川県鎌倉市玉縄地域を中心に設置された江戸時代の藩。藩庁は玉縄城山麓の玉縄陣屋に置かれた。甘縄藩とも呼ばれる。

## 概要
玉縄城は、小田原の後北条氏の属城であったが、1590年（天正18年）の豊臣秀吉による小田原征伐で落城する。その後、秀吉の命で徳川家康が関東に入部したとき、家康の参謀・本多正信の所領となった。しかし、正信は家康の側近中の側近であるにもかかわらず、石高はわずか1万石（2万2千石とも）に過ぎなかったと言われている。
その後、松平正綱が領有し、玉縄城南側山麓に玉縄陣屋を置いた。寛永2年（1625年）のこととされるが、これは朱印状が発給された日である。近年、元和3年（1617年）に三河国で発給された年貢割符が発見されており、領地の変遷について再検討が必要とされる。3代目の正久のとき、上総国大多喜藩に転封となり、玉縄藩は廃された。

## 歴代藩主

### 本多家
譜代 1万石
1. 正信（まさのぶ）〔従五位下・佐渡守〕

### 松平〔大河内〕家
譜代 2万石（1625年? - 1703年）
1. 正綱（まさつな）〔従五位下・右衛門大夫〕2万2千100石
2. 正信（まさのぶ）〔従五位下・備前守〕2万2千100石→2万石（弟の正朝に新墾田など3千石分与）
3. 正久（まさひさ）〔従五位下・備前守〕